# Великопольский (национальный парк)
Великопольский (пол. Wielkopolski Park Narodowy) — национальный парк в центральной части Польши. Расположен в Великопольском воеводстве, примерно в 15 км к югу от Познани, вблизи городка Пущиково.

## История
Парк был создан в 1957 году с площадью 52,44 км². Современная площадь составляет 75,84 км² из которых 46,17 км² покрывают леса; 4,62 км² занимают внутренние воды (главным образом озёра) и 25,05 км² занимают другие виды земель. Впервые идея установления здесь парка была выдвинута польским биологом, профессором Адамом Водзичко, ещё в 1922 году. В 1932 году, после 10 лет попыток, были созданы 2 заповедника: Пущиково (2,39 км²) и Коциолек (1,89 км²). Символическое открытие парка состоялось уже в 1933 году, однако официально он стал существовать только начиная с 1957 года.

## География
Территория парка представляет собой плоскую равнину с высшей точкой 132 м над уровнем моря (холм Осова-Гура). Пейзаж сформирован древним ледником, прошедшим через эти места около 7-10 тысяч лет назад. Имеется несколько озёр ледникового происхождения, наиболее красивое из которых — озеро Гурецке, на котором находятся 2 острова. Интересными формированиями на территории парка являются также многочисленные округлые холмы (в т. ч. Шведские горы), а также длинные узкие холмы, напоминающие железнодорожные насыпи.

## Флора и фауна
Около 70 % лесов представлены сосной. Фауна включает около 190 видов птиц, 40 видов млекопитающих, 5 видов рептилий и все виды амфибий, обитающие на равнинах Польши.

## Галерея

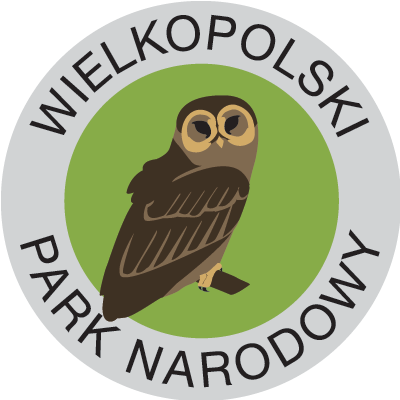
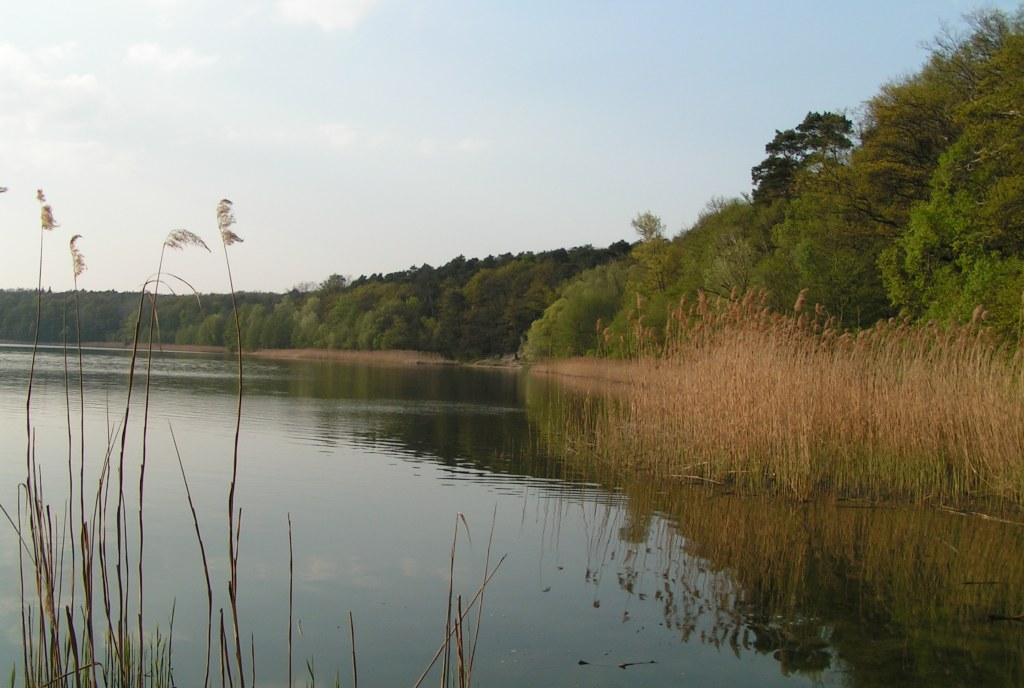
Озеро Горецке
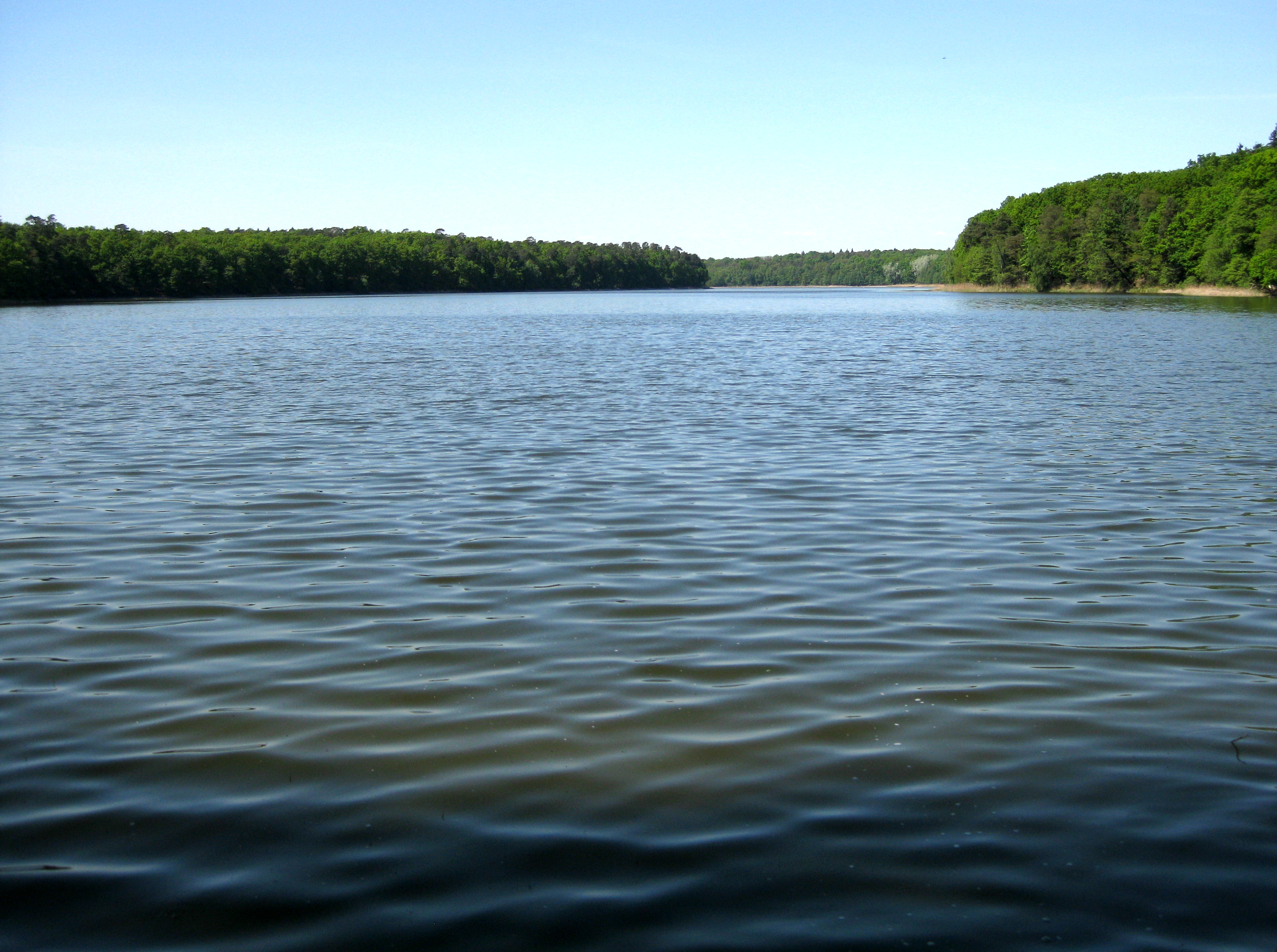
Озеро Горецке
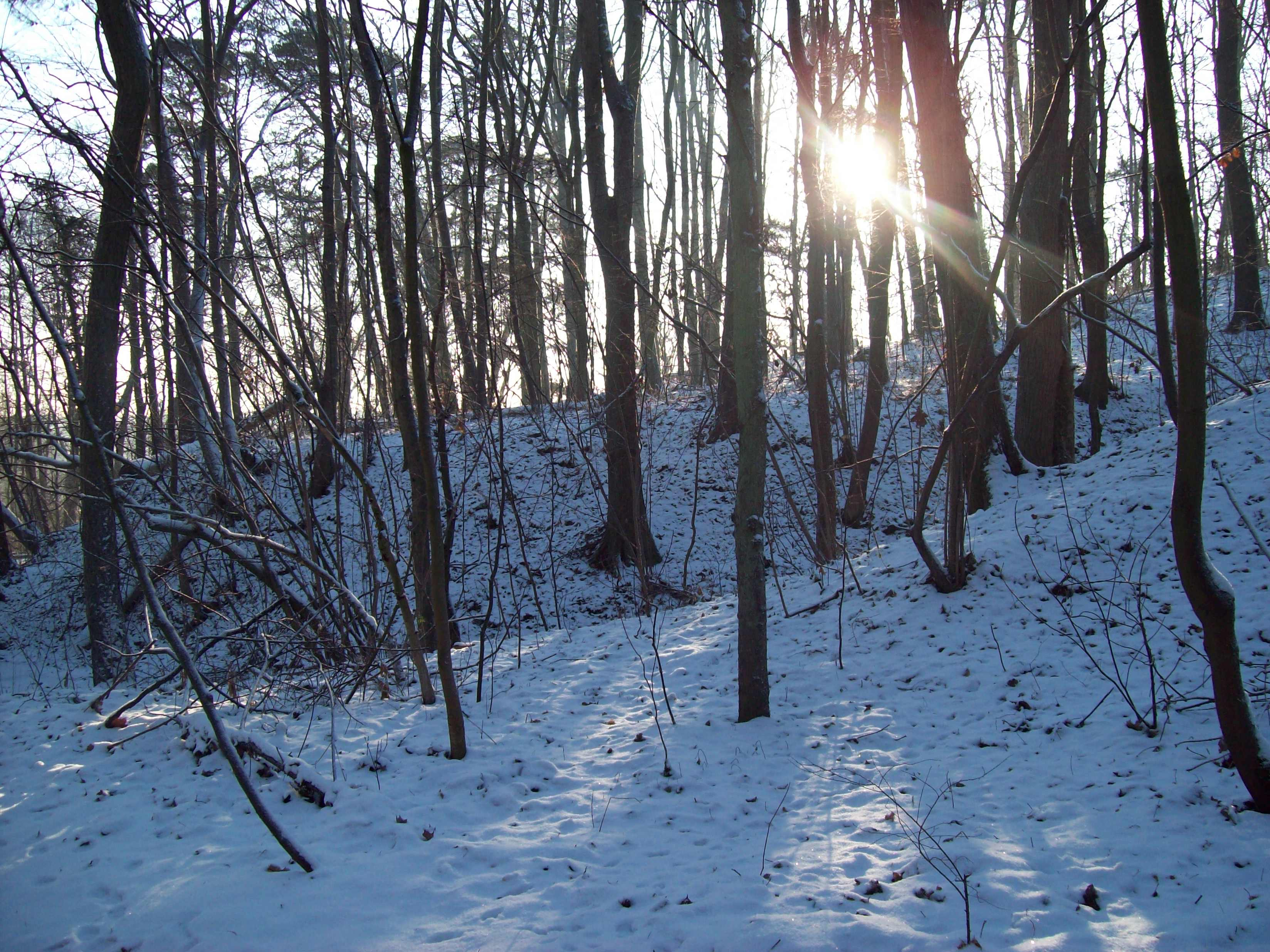
Великопольский парк зимой
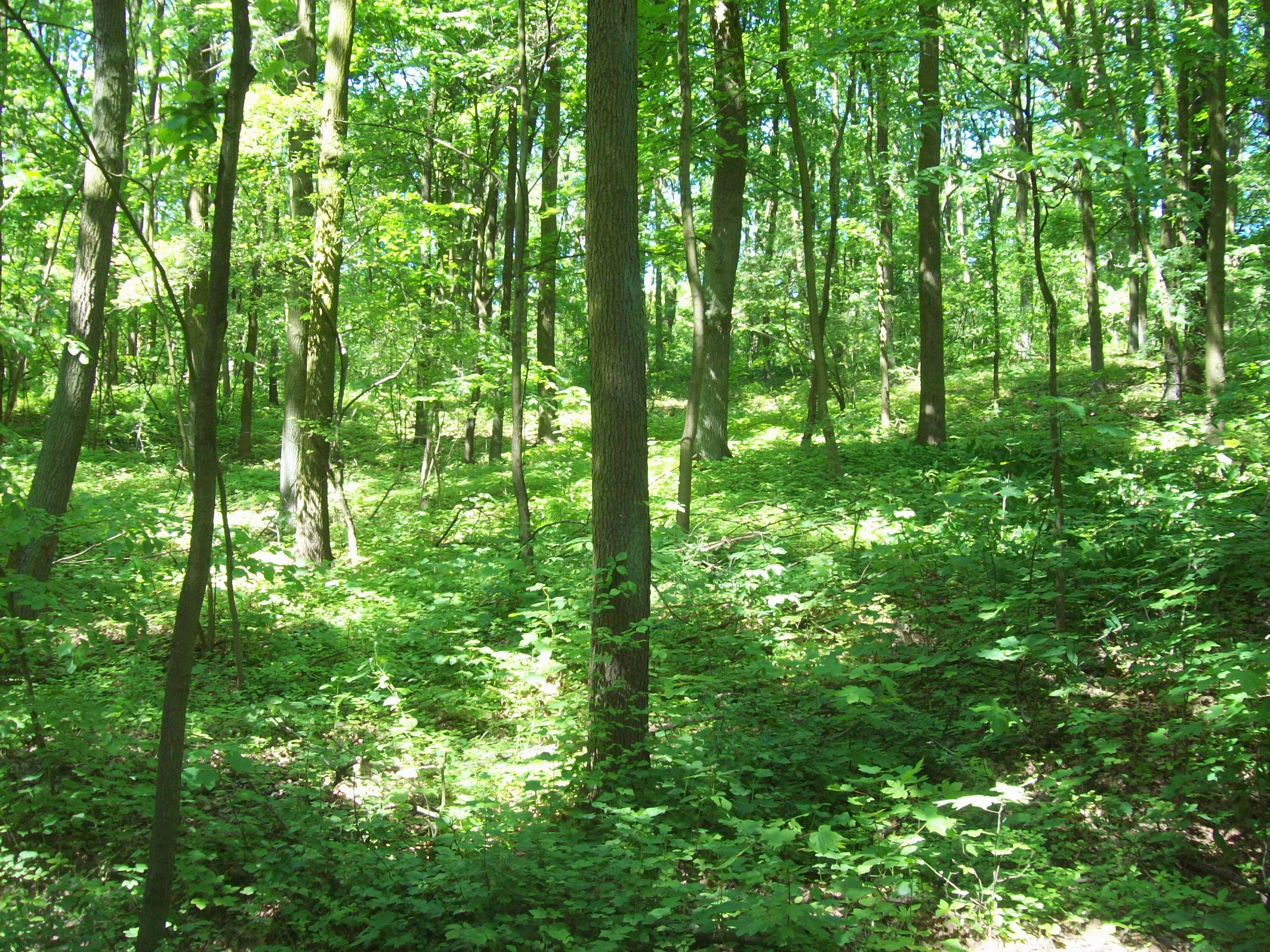
Великопольский парк летом
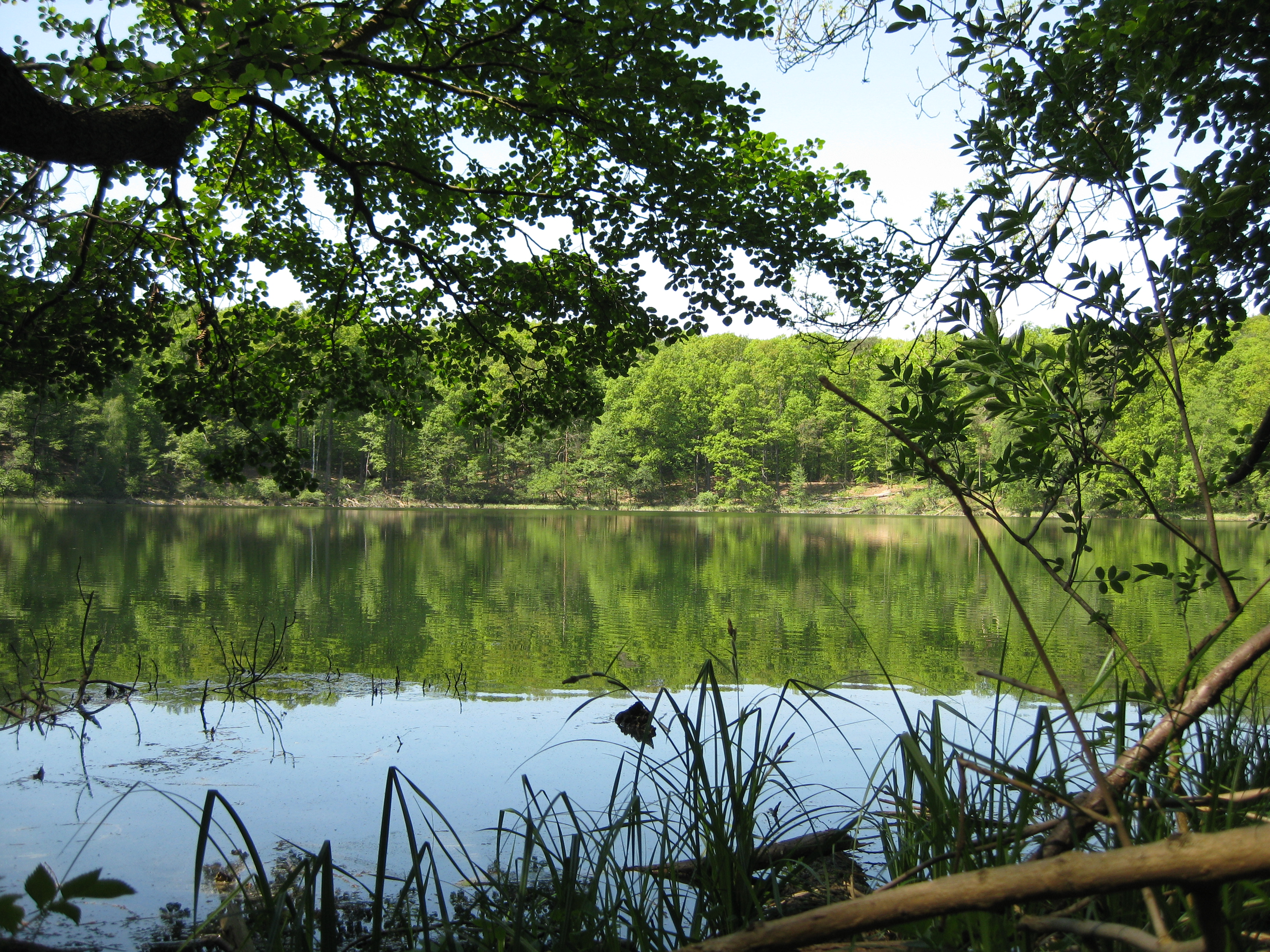
Озеро Коциолек